# Gran Premi del Japó del 1976
Resultats del Gran Premi del Japó de Fórmula 1 de la temporada 1976 disputat al circuit de Fuji Speedway el 24 d'octubre del 1976.

## Resultats
| Pos | No | Pilot              | Equip                  | Voltes | Temps/ Retirada  | Pos. de sortida | Punts |
| --- | -- | ------------------ | ---------------------- | ------ | ---------------- | --------------- | ----- |
| 1   | 5  | Mario Andretti     | Lotus - Ford           | 73     | 1h 43' 58. 86    | 1               | 9     |
| 2   | 4  | Patrick Depailler  | Tyrrell - Ford         | 72     | + 1 Volta        | 13              | 6     |
| 3   | 11 | James Hunt         | McLaren - Ford         | 72     | + 1 Volta        | 2               | 4     |
| 4   | 19 | Alan Jones         | Surtees - Ford         | 72     | + 1 Volta        | 20              | 3     |
| 5   | 2  | Clay Regazzoni     | Ferrari                | 72     | + 1 Volta        | 7               | 2     |
| 6   | 6  | Gunnar Nilsson     | Lotus - Ford           | 72     | + 1 Volta        | 16              | 1     |
| 7   | 26 | Jacques Laffite    | Ligier - Matra         | 72     | + 1 Volta        | 11              |       |
| 8   | 24 | Harald Ertl        | Hesketh - Ford         | 72     | + 1 Volta        | 22              |       |
| 9   | 18 | Noritake Takahara  | Surtees - Ford         | 70     | + 3 Voltes       | 24              |       |
| 10  | 17 | Jean Pierre Jarier | Shadow - Ford          | 69     | + 4 Voltes       | 15              |       |
| 11  | 51 | Masahiro Hasemi    | Kojima - Ford          | 66     | + 7 Voltes       | 10              |       |
| Ret | 3  | Jody Scheckter     | Tyrrell - Ford         | 58     | Sobreescalfament | 5               |       |
| Ret | 21 | Hans Binder        | Wolf - Williams - Ford | 49     | Rodes            | 25              |       |
| Ret | 16 | Tom Pryce          | Shadow - Ford          | 46     | Energia          | 14              |       |
| Ret | 9  | Vittorio Brambilla | March - Ford           | 38     | Part elèctrica   | 8               |       |
| Ret | 34 | Hans Joachim Stuck | March - Ford           | 37     | Part elèctrica   | 18              |       |
| Ret | 12 | Jochen Mass        | McLaren - Ford         | 35     | Accident         | 12              |       |
| Ret | 28 | John Watson        | Penske - Ford          | 33     | Motor            | 4               |       |
| Ret | 52 | Kazuyoshi Hoshino  | Tyrrell - Ford         | 27     | Pneumàtics       | 21              |       |
| Ret | 20 | Arturo Merzario    | Wolf - Williams - Ford | 23     | Caixa canvi      | 19              |       |
| Ret | 30 | Emerson Fittipaldi | Fittipaldi - Ford      | 9      | Retirat          | 23              |       |
| Ret | 8  | Carlos Pace        | Brabham - Alfa Romeo   | 7      | Retirat          | 6               |       |
| Ret | 1  | Niki Lauda         | Ferrari                | 2      | Retirat          | 3               |       |
| Ret | 7  | Larry Perkins      | Brabham - Alfa Romeo   | 1      | Retirat          | 17              |       |
| Ret | 10 | Ronnie Peterson    | March - Ford           | 0      | Motor            | 9               |       |
| NVQ | 21 | Masami Kuwashima   | Wolf-Williams-Ford     |        |                  |                 |       |
| NVQ | 54 | Tony Trimmer       | Maki - Ford            |        |                  |                 |       |

## Altres
- Pole: Mario Andretti 1' 12. 77

- Volta ràpida: Masahiro Hasemi 1' 18. 23 (a la volta 13)